# Tramwaje w Hawanie
Tramwaje w Hawanie − zlikwidowany system komunikacji tramwajowej w stolicy Kuby Hawanie, działający w latach 1858−1952.

## Historia

### 1857−1899
Budowę pierwszej linii tramwaju konnego w Hawanie rozpoczęła spółka Ferro Carril Urbano de la Habana 20 listopada 1857. Oficjalne otwarcie linii nastąpiło 3 lutego 1858 na trasie z dworca kolejowego do portu (Muelles). Początkowo linią przewożono tylko towary, a ruch pasażerski zapoczątkowano 20 września 1859. Wcześniej bo 4 września otwarto linię do Carmelo. Hawana jako drugie miasto w Ameryce Łacińskiej posiadała tramwaje po Meksyku. W 1862 zbudowano linie do Cerro i do Jesús del Monte. W 1863 operator połączył się z inną spółką i od tej pory spółka obsługująca tramwaje miała nazwę Empresa del Ferro-Carril Urbano y Omnibus de La Habana. W 1865 w mieście było 17 km tras po których kursowały 32 wagony pasażerskie i 16 towarowych. Od 1870 spółka zamawiała tabor z  firmy John Stephenson Co. z Nowego Jorku. Na linii do Carmelo w 1873 tramwaje konne zostały zastąpione przez tramwaje parowe. Do obsługi tej linii spółka zakupiła 6 parowozów Baldwin. W 1882 spółka wybudowała linię do Castillo del Príncipe oraz zlikwidowała linię do portu (Muelles). W 1897 spółka miała zapewnioną zgodę na elektryfikację sieci. 14 grudnia 1898 spółka sprzedała swój majątek. Nabywcy majątku utworzyli spółkę Havana Electric Railway Company 7 stycznia 1899. 

### 1900−1929
Wkrótce po utworzeniu spółki rozpoczęto budowę elektrowni. 4 kwietnia 1900 do obsługi sieci zamówiono 110 tramwajów w firmie Jackson & Sharp Co. z Wilmington. Pierwszą linię tramwaju elektrycznego w Hawanie od zajezdni w Vedado do San Juan de Dios uruchomiono 21 marca 1901. Wszystkie zamówione tramwaje do Hawany dotarły do końca 1901. Rozstaw toru na sieci wynosił 1435 mm. Zasilanie tramwajów odbywało się z dwóch przewodów trakcyjnych. W styczniu 1904 otwarto linię wzdłuż Calle San Pedro do portu, którą wcześniej zlikwidowano. W 1913 operator systemu został częścią spółki Havana Electric Railway, Light & Power Company (HERL&P). W 1925 spółka HERL&P została przejęta przez Electric Bond & Share. W latach 20. XX w. sieć tramwajową o długości 244 km obsługiwało 578 tramwajów. 

### 1930−1952
Na przełomie lat 20. i 30. liczba przewożonych pasażerów zaczęła spadać. W 1929 przewieziono 140 mln pasażerów, a w 1935 tylko 69 mln. W 1940 rozebrano linię do portu. W czasie II wojny światowej liczba pasażerów zaczęła ponownie wzrastać i w 1945 przewieziono 146 mln pasażerów. Pod koniec lat 40. XX w. często dochodziło do wypadków z udziałem tramwajów. W 1949 zakupiono 44 trolejbusy, które miały zastąpić tramwaje. 8 września 1949 rozpoczęto testowe kursowanie trolejbusów, jednak nigdy nie uruchomiono planowych kursów. 23 czerwca 1950 spółka ogłosiła bankructwo i obsługę systemu przejęła spółka Autobuses Modernos SA. Ostatecznie tramwaje w Hawanie zlikwidowano 29 kwietnia 1952. Wagony, które były w lepszym stanie sprzedano do Matanzas, gdzie eksploatowano jeszcze przez dwa lata, do czasu likwidacji tramwajów w tym mieście.